# District de České Budějovice
Le district de České Budějovice (en tchèque : okres České Budějovice) est un des sept districts de la région de Bohême-du-Sud, en Tchéquie. Son chef-lieu est la ville de České Budějovice.

## Liste des communes
Le district compte 109 communes, dont 9 ont le statut de ville (město, en gras) et 3 celui de bourg (městys, en italique) :
Adamov - Bečice - Borek - Borovany - Borovnice - Boršov nad Vltavou - Bošilec - Branišov - Břehov - Čakov - Čejkovice - Čenkov u Bechyně - České Budějovice - Chotýčany - Chrášťany - Čížkrajice - Dasný - Dívčice - Dobrá Voda u Českých Budějovic - Dobšice - Dolní Bukovsko - Doubravice - Doudleby - Drahotěšice - Dražíč - Dříteň - Dubičné - Dubné - Dynín - Habří - Hartmanice - Heřmaň - Hlavatce - Hlincová Hora - Hluboká nad Vltavou - Homole - Horní Kněžeklady - Horní Stropnice - Hosín - Hosty - Hradce - Hranice - Hrdějovice - Hůry - Hvozdec - Jankov - Jílovice - Jivno - Kamenná - Kamenný Újezd - Komařice - Kvítkovice - Ledenice - Libín - Libníč - Lipí - Lišov - Litvínovice - Ločenice - Mazelov - Mladošovice - Modrá Hůrka - Mokrý Lom - Mydlovary - Nákří - Nedabyle - Neplachov - Nová Ves - Nové Hrady - Olešnice - Olešník - Ostrolovský Újezd - Petříkov - Pištín - Planá - Plav - Radošovice - Římov - Roudné - Rudolfov - Sedlec - Ševětín - Slavče - Srubec - Staré Hodějovice - Štěpánovice - Strážkovice - Strýčice - Střížov - Svatý Jan nad Malší - Temelín - Trhové Sviny - Týn nad Vltavou - Úsilné - Včelná - Vidov - Vitín - Vlkov - Vrábče - Vráto - Všemyslice - Žabovřesky - Záboří - Zahájí - Žár - Závraty - Žimutice - Zliv - Zvíkov

## Principales communes
Population des dix principales communes du district au 1er janvier 2024 et évolution depuis le 1er janvier 2023 :
| České Budějovice    | 97 377 | en augmentation |
| Týn nad Vltavou     | 7 850  | en stagnation   |
| Hluboká nad Vltavou | 5 597  | en augmentation |
| Trhové Sviny        | 5 284  | en diminution   |
| Lišov               | 4 887  | en augmentation |
| Borovany            | 4 178  | en augmentation |
| Zliv                | 3 499  | en stagnation   |
| Srubec              | 2 977  | en stagnation   |
| Litvínovice         | 2 761  | en augmentation |
| Kamenný Újezd       | 2 682  | en augmentation |